# Google Moon
O Google Moon é um serviço da Google semelhante ao Google Maps, com a diferença de as fotos serem da superfície da Lua. 
É possível visualizar tanto como se estivesse visualizando a Lua por um telescópio como por duas outras formas renderizadas. Também pode-se buscar a posição de naves e sondas que pousaram no satélite ou de acidentes físicos na superfície lunar.